# Джордж Сайм
Джордж Сайм (англ. George Sime, 28 лютого 1915 — 9 вересня 1990) — британський хокеїст на траві.
Срібний призер Олімпійських Ігор 1948 року.